# Dulce amargo
 (срп. Горко сладак) мексичко-венецуеланска је теленовела, снимана у копродукцији венецуеланског канала Televen и мексичке Cadena Tres, током 2012. и 2013.

## Синопсис
У браку Маријане и Николаса, који имају синчића Данијела, љубав је одувек била покретач свега. Међутим, Маријану годинама прогањају трауме из прошлости, које јој не дозвољавају миран живот. Због тога млада докторка, на дан седмогодишњице брака напушта супруга, сламајући му срце. Ову ситуацију искористиће згодни лекар Дијего, који ће се са Николасом борити за љубав лепе али и несигурне докторке.
Прича Софије и Рубена, прожета је неверством, љубомором и посесивношћу. Рубен је сексуални зависник и користи сваку прилику да превари супругу, иако је воли. Она због тога не жели да затрудни, јер се плаши реакције деце када сазнају да им је отац женскарош. Иако јој је доста његових неверства, Софија га не жели оставити јер га обожава, а будући да га не жели делити са другима, често прави љубоморне сцене.
Са друге стране, брак Барбаре и Хуана Анхела оптерећен је амбицијама. Наизглед су савршен пар - успешни пословни људи, сјајно се слажу, немају никаквих проблема. Међутим, Барбара манипулише супругом како би добила оно што жели, а Хуан Анхел, заслепљен љубави према њој, упада у велике дугове како би јој испунио сваки хир.
За разлику од осталих, заједничким животом Камиле и Ектора царује - равнодушност. Камила више од свега воли свог супруга, али он не показује љубав и непрекидно тражи разлог да јој нешто пребаци, притом је киван на њу што је родила ћерку а он је хтео сина. Она жели да ради и напредуе у послу, али Ектору смета што му супруга није домаћица и нема традиционалан поглед на живот, па утеху проналази у алкохолу…

## Ликови
- Маријана (Скарлет Ортис) – Ради на ургентном одељењу у болници и свакодневно спасава људе из канџи смрти. Нема радно време - јури на посао кад год је потребно. Поред успешне каријере има и савршену породицу, док не одлучи напустити супруга. Прави разлог за то јесу трауме које лепа докторка вуче из детињства, али о њима не жели да говори.
- Николас (Ерик Хајсер) – Диван, брижан и нежан човек. Студирао је економију, али је његова страст одувек била кување. Чим је дипломирао и оженио се Маријаном, отпутовао је у Шпанију не би ли усавршио тај занат. Воли своју супругу, спреман је све да уради за њу и бива потпуно затечен када му саопшти да га напушта после вишегодишњег, готово идеалног брака.
- Дијего (Фернандо Норијега) – Маријанин колега који јој се потајно диви и машта о њој. У вези је са болничарком Маријом Фернандом, али не осећа љубав према њој, већ на то гледа више као на авантуру. Када Маријана одлучи да остави супруга, Дијего ће учинити све да освоји њено срце, не марећи што она још увек воли Николаса.
- Камила (Алехандра Амброси) – Сензаулна жена која се храбро суочава са проблемима. У друштву је оних које воли и поред којих се осећа као птица у облацима. Одрасла је у срећној породици у којој је мајка увек била подређена оцу. Када и сама осети потребу да се оствари као мајка, напустиће родитељско гнездо и основати дом са Ектором.
- Ектор (Карлос Гиљермо Ајдон) – Успешан адвокат, стидљив и затворен када су емоције у питању. Захтеван и класичан радохоличар, конзервативан и принципијалан, а посао и породица за њега су најосновнији приоритети. Међутим, није свестан тога да живот не може увек да се програмира по нечијим жељама.
- Софија (Алехандра Сандовал) – Иако је свесна да је супруг вара на сваком кораку, Софија затвара очи и све му прашта јер га воли. Задовољава се оним што јој пружа, колико год то било мало, и покушава да ужива у заједничком животу. У суштини жели да супруг буде само њен, због чега се понаша посесивно.
- Рубен (Хуан Карлос Гарсија) – Рубен је као дечак изгубио родитеље у авионској несрећи, због чега се ужасава помисли да може остати без оних које воли. Одгајили су га баба и деда, а целог живота трудио се да створи нешто своје. Не може бити веран супрузи Софији, коју воли али искушења га наводе на грешке.

## Глумачка постава

### Главне улоге
| Глумац:           | Улога:                       |
| ----------------- | ---------------------------- |
| Скарлет Ортис     | Маријана Вихлем де Фернандез |
| Ерик Хајсер       | Николас Фернандез Леал       |
| Фернандо Норијега | Дијего Пикер                 |

### Споредне улоге
| Глумац:                      | Улога:           |
| ---------------------------- | ---------------- |
| Алехаднра Амброси            | Камила           |
| Хуан Карлос Гарсија          | Рубен            |
| Роксана Дијаз                | Барбара          |
| Хуан Карлос Мартин дел Кампо | Хуан Анхел       |
| Алехандра Сандовал           | Софија           |
| Анабел Риверо                | Кристина         |
| Карлос Гиљермо Ајдон         | Ектор            |
| Оријана Колменарес           | Андреа           |
| Карлос Фелипе Алварес        | Хесус            |
| Хулијет Лима                 | Марија Габријела |
| Кристобал Ландер             | Хулио Сесар      |
| Беатриз Васкез               | Клаудија         |
| Флор Елена Гонзалес          | Адорасион        |
| Данијел Алварадо             | Бенито           |
| Миријам Валеро               | Ортенсија        |
| Хосе Мантиља                 | адвокат Албаран  |
| Хеорхина Паласиос            | Лаура            |
| Елвис Чавеинте               | Лудак            |
| Алехандро Дијаз              | Фернандо         |
| Маријано Медина              | Данијел          |
| Аријана Латиери              | Лусија           |
| Марија Вероника Сикаријано   | Исабела          |
| Адолфо Кубас                 | др Реликарио     |
| Роберто Месути               | Давид            |
| Даисуми Гонзалес             | Дајана           |
| Андреина Јепез               | Венура           |
| Даисес Ерас                  | Елвира           |